# 阿部弘亨
阿部 弘亨（あべ ひろあき） は、日本の材料科学者。東京大学大学院工学系研究科教授。

## 人物・経歴
福島県出身。神奈川県立柏陽高等学校を経て、1988年九州大学工学部応用原子核工学科卒業。1990年九州大学大学院工学研究科応用原子核工学専攻修了。1991年アルゴンヌ国立研究所留学。 1993年日本原子力研究所研究員。1995年重イオン研究所客員研究員。1996年アリゾナ州立大学客員研究員。
東京大学大学院工学系研究科助教授、東北大学金属材料研究所教授を経て、東京大学大学院工学系研究科教授。2011年中部電力浜岡原子力発電所第5号機海水流入事象に係る設備健全性評価検討委員会委員 。2012年日本原子力学会東京電力福島第一原子力発電所事故調査委員会委員、日本原燃再処理検討委員会委員。

## 著作
- 『照射下における可動欠陥クラスタの実証と特性評価に関する理論的・実験的研究』東京大学 2004年
- 『イオン照射下における可動欠陥クラスタの特性評価と原子炉環境における影響の解明』東京大学 2008年